# Diego Martínez (meksykański piłkarz)
Diego Alfonso Martínez Balderas (ur. 15 lutego 1981 w mieście Meksyk) – meksykański piłkarz występujący na pozycji prawego obrońcy, reprezentant Meksyku.

## Kariera klubowa
Martínez rozpoczynał swoją piłkarską karierę jako siedemnastolatek w drugoligowej drużynie CF Cuautitlán, której barwy reprezentował przez rok, po czym odszedł do innego klubu z tej samej klasy rozgrywkowej, Lobos BUAP z siedzibą w mieście Puebla. Tam także spędził dwanaście miesięcy, natomiast w lipcu 2000 podpisał umowę z kolejnym zespołem z drugiej ligi meksykańskiej, Tiburones Rojos de Veracruz, z którym nie osiągnął jednak większych sukcesów. Latem 2001 został zawodnikiem ekipy Club Necaxa z siedzibą w stołecznym mieście Meksyk, gdzie za kadencji szkoleniowca Raúla Ariasa zadebiutował w meksykańskiej Primera División, 16 września 2001 w wygranym 1:0 mecuz z Morelią. Premierowego gola w najwyższej klasie rozgrywkowej strzelił natomiast 2 listopada tego samego roku w wygranej 2:0 konfrontacji z La Piedad. Już kilka miesięcy później wywalczył sobie niepodważalną pozycję w wyjściowej jedenastce, zostając ulubieńcem kibiców i w roli kluczowego zawodnika pomógł swojemu zespołowi zdobyć tytuł wicemistrza Meksyku w wiosennym sezonie Verano 2002. Ogółem w barwach Necaxy spędził niemal pięć lat, zdobywając dla niej siedemnaście bramek w 147 ligowych spotkaniach.
Wiosną 2006 Martínez za sumę półtora miliona euro przeszedł do jednego z najbardziej utytułowanych klubów w kraju, Chivas de Guadalajara. Tam od razu został podstawowym piłkarzem drużyny i już w tym samym roku zajął z nią drugie miejsce w turnieju kwalifikacyjnym do Copa Libertadores, InterLidze. W jesiennych rozgrywkach Apertura 2006 zdobył za to z Chivas pierwszy w karierze tytuł mistrza Meksyku. W lipcu 2007 na zasadzie półrocznego wypożyczenia dołączył do zespołu Monarcas Morelia, w którym pełnił rolę podstawowego gracza, lecz nie odniósł z nim żadnych sukcesów. Żadnego trofeum nie zdołał również wywalczyć z ekipą Tigres UANL z miasta Monterrey, której barwy reprezentował, także na wypożyczeniu, przez cały 2008 rok, regularnie wybiegając na ligowe boiska w wyjściowej jedenastce. Wiosną 2009 został wypożyczony po raz trzeci, tym razem do lokalnego rywala Tigres, CF Monterrey, gdzie przez pierwsze sześć miesięcy miał niepodważalne miejsce w pierwszym składzie, natomiast podczas jesiennych rozgrywek Apertura 2009 został relegowany przez trenera Víctora Manuela Vuceticha do roli rezerwowego, zdobywając wówczas swoje drugie mistrzostwo kraju.
W styczniu 2010 Martínez na zasadzie wypożyczenia zasilił klub San Luis FC, którego barwy reprezentował przez kolejne sześć miesięcy jako podstawowy piłkarz, nie notując jednak żadnego większego sukcesu. Jego kolejną drużyną, gdzie również występował na wypożyczeniu z Chivas, był drugoligowy Tiburones Rojos de Veracruz, w którym notował regularne występy, lecz zwykle pojawiając się na boiskach z ławki rezerwowych i w sezonie Apertura 2010 dotarł z nią do dwumeczu finałowego rozgrywek Liga de Ascenso. Po upływie pół roku został wypożyczony do innego drugoligowca, CF La Piedad, lecz tam z kolei nie wystąpił w żadnym spotkaniu.
| Sezon     | Klub                        | Kraj   | Rozgrywki        | Mecze | Bramki |
| --------- | --------------------------- | ------ | ---------------- | ----- | ------ |
| 1998/1999 | CF Cuautitlán               | Meksyk | Liga de Ascenso  |       |        |
| 1999/2000 | Lobos BUAP                  | Meksyk | Liga de Ascenso  |       |        |
| 2000/2001 | Tiburones Rojos de Veracruz | Meksyk | Liga de Ascenso  | 7     | 0      |
| 2001/2002 | Club Necaxa                 | Meksyk | Primera División | 32    | 4      |
| 2002/2003 | Club Necaxa                 | Meksyk | Primera División | 33    | 3      |
| 2003/2004 | Club Necaxa                 | Meksyk | Primera División | 30    | 3      |
| 2004/2005 | Club Necaxa                 | Meksyk | Primera División | 33    | 5      |
| 2005/2006 | Club Necaxa                 | Meksyk | Primera División | 19    | 2      |
| 2005/2006 | Chivas de Guadalajara       | Meksyk | Primera División | 21    | 1      |
| 2006/2007 | Chivas de Guadalajara       | Meksyk | Primera División | 43    | 2      |
| 2007/2008 | Monarcas Morelia            | Meksyk | Primera División | 21    | 0      |
| 2007/2008 | Tigres UANL                 | Meksyk | Primera División | 10    | 0      |
| 2008/2009 | Tigres UANL                 | Meksyk | Primera División | 13    | 0      |
| 2008/2009 | CF Monterrey                | Meksyk | Primera División | 19    | 0      |
| 2009/2010 | CF Monterrey                | Meksyk | Primera División | 8     | 0      |
| 2009/2010 | San Luis FC                 | Meksyk | Primera División | 13    | 0      |
| 2010/2011 | Tiburones Rojos de Veracruz | Meksyk | Liga de Ascenso  | 11    | 0      |
| 2010/2011 | CF La Piedad                | Meksyk | Liga de Ascenso  | 0     | 0      |
| 2011/2012 | Chivas de Guadalajara       | Meksyk | Primera División | 0     | 0      |
| 2012/2013 | Chivas de Guadalajara       | Meksyk | Primera División |       |        |

## Kariera reprezentacyjna
W 2004 roku Martínez został powołany przez trenera Ricardo Lavolpe do reprezentacji Meksyku U-23 na Igrzyska Olimpijskie w Atenach. Tam był podstawowym zawodnikiem i pełnił rolę kapitana swojej drużyny narodowej, występując we wszystkich trzech spotkaniach od pierwszej minuty i ani razu nie wpisując się na listę strzelców, natomiast jego kadra zanotowała wówczas zwycięstwo, remis i porażkę, zajmując trzecie, niepremiowane awansem miejsce w grupie.
W seniorskiej reprezentacji Meksyku Martínez zadebiutował za kadencji selekcjonera Ricardo Lavolpe, 4 lutego 2003 w przegranym 0:1 meczu towarzyskim z Argentyną. Premierowego gola w kadrze narodowej strzelił 10 marca 2004 w wygranym 2:1 sparingu z Ekwadorem.